# Fritz Steinmetz-Noris
Fritz Steinmetz-Noris, né le 31 octobre 1860 à Nuremberg, est un artiste-peintre allemand.

## Biographie
Fritz Steinmetz-Noris a étudié à l'Académie des beaux-arts de Munich. Il a vécu et travaillé dans le quartier munichois de Pasing et a collaboré sur les peintures murales dans le château de Neuschwanstein.